# Sidra (Libia)
Sidra (in arabo السدرة‎?, al-Sidra) è una città della Libia settentrionale sita nel distretto di Sirte in Tripolitania.
Importante porto affacciato sul golfo della Sirte (detto anche golfo di Sidra), la città ospita uno dei maggiori depositi di petrolio greggio destinato all'esportazione. La città è stata obiettivo di numerose milizie durante la prima e la seconda guerra civile in Libia.